# 斷路器
斷路器（circuit breaker，CB）又称空氣開關、保險掣、無熔線斷路器（NFB），是用于保护电路免受过电流损害的电气安全装置。
斷路器的基本功能是手動啟断（闔上和斷開）迴路或自動切斷故障迴路，以保护设备（迴路中的電器）和防止火灾风险，廣泛使用於工業生產和日常生活中。
高壓用斷路器最常見為真空斷路器和氣體斷路器：35kV及以下電力系統中，多採用真空斷路器；35kV以上電力系統則多採用氣體斷路器（SF6斷路器）。

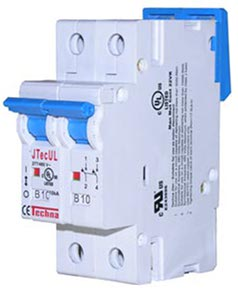
兩極（2P）10A微型斷路器

低壓用斷路器最常見為無熔線斷路器，歐美依电流通过等級又分為塑殼斷路器（MCCB）和微型斷路器（MCB）。較大型容量之低壓斷路器亦使用空氣斷路器（air circuit breaker，ACB）。

## 結構
1. 操作手柄
2. 線螺管機械機構
3. 主觸頭（當接觸時允許電流通過並且在當移開時能斷脫電流）
4. 接點（連接負載）
5. 雙金屬片
6. 調整螺絲（允許製造商能準確的調整觸發電流大小的裝置並且裝配出廠）
7. 電磁螺線管
8. 滅弧罩裝置

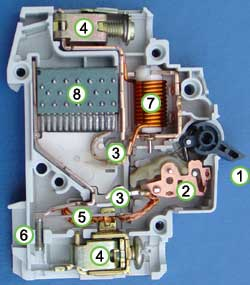
圖中為斷路器內部，圖中1-8分別為：- 操作手柄- 線螺管機械機構- 主觸頭（當接觸時允許電流通過並且在當移開時能斷脫電流）- 接點（連接負載）- 雙金屬片- 調整螺絲（允許製造商能準確的調整觸發電流大小的裝置並且裝配出廠）- 電磁螺線管- 滅弧罩裝置

當用手向上扳起把手，會執行啟動電流（circuit-close），當電路過載或短路時即自動跳脫，將事故原因排除之後，重新下扳再往上扳，否則無法達成再次閉路動作。
與普通電源開關不同點為增設彈簧與消弧裝置。彈簧作用為於啟斷（OPEN）或閉合（CLOSE）之操作過程中，預儲彈簧力量至臨界點後，瞬間彈離而快速接通或跳開接點，故其操作速度不受手操作速度之影響。消弧裝置為消除操作上內部接點所產生之火花之消弧室，任何接點打開負載電流均會產生電弧（即火花）。因電弧本身是極高溫之空氣柱游離所變成的導電體，它是應用安培右手定則，在消弧室之鐵片間構成一強磁場，再利用佛來明右手定則，將電弧之空氣導體快速推彎而拉長電弧，使火花更快速地熄滅。
若負載為電動機，正常啟動會有突起高額電流，因此應選用1.5倍~2倍額定電流之斷路器。

## 種類

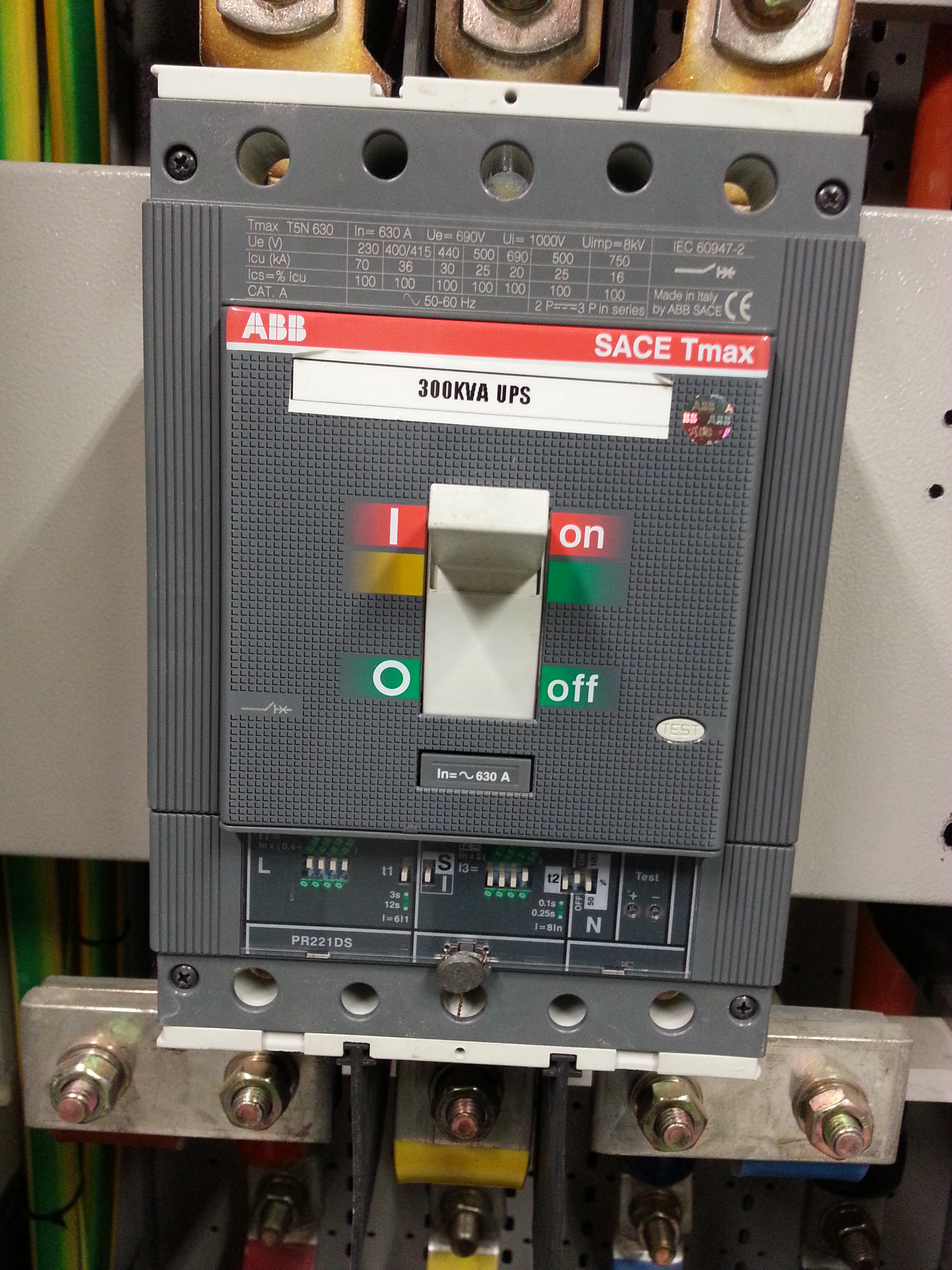
630A塑殼斷路器

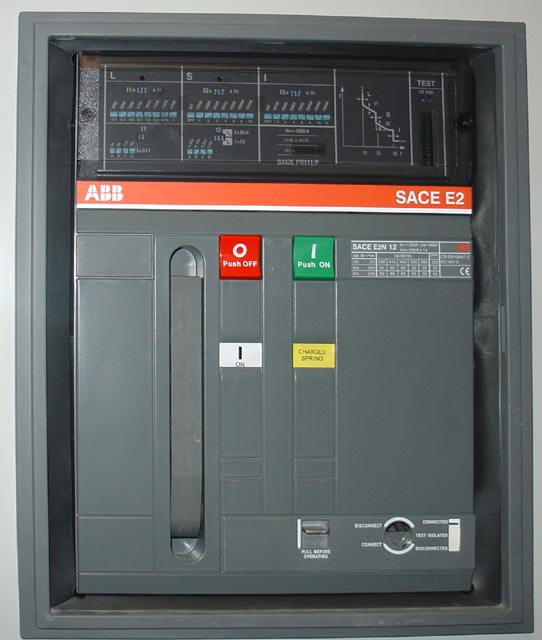
1250A空氣斷路器

### 低壓電
- 漏电保护器 (Residual Current Device, RCD)： 安裝在配電箱或容易漏電的設備前，如：熱水器
- 微型斷路器（Miniature circuit breaker, MCB）：安裝在配電箱，額定電流最大125A，是家用/商用斷路器的主力。
- 塑殼斷路器（Molded-case circuit breaker, MCCB）：一種低壓過電流保護之斷路器，額定電流最大1600A。
- 空氣斷路器（ACB），又稱框架斷路器，一般安裝在客戶端的掣櫃，用作總開關，連接電力公司的變壓器。

### 高壓電
- 空氣斷路器（Air Circuit Breakers，簡稱：ACB）
- 油斷路器（Oil Circuit Breaker，簡稱：OCB）
- 磁吹斷路器（Magnetic Blow-out circuit Breaker，簡稱：MBB）
- 氣體斷路器（Gas Circuit Breaker，簡稱：GCB）
- 真空斷路器（Vacuum Circuit Breakers，簡稱：VCB）

## 油斷路器
以密封的絕緣油作為開斷故障的滅弧介質的一種開關設備，有多油斷路器和少油斷路器兩種形式；它較早應用於電力系統中，技術已經十分成熟，價格比較便宜，廣泛應用於各個電壓等級的電網中，油斷路器用來切斷和接通電源，並在短路時能迅速可靠地切斷電流的一種高壓開關設備。

## 磁吹型斷路器
利用磁場的作用使電弧熄滅的一種斷路器。磁場通常由分斷電流本身產生，電弧被磁場吹入滅弧片狹縫內，並使之拉長、冷卻，直至最終熄滅。磁吹斷路器的觸頭在空氣中閉合和斷開。

## 真空型斷路器
「真空斷路器」因其滅弧介質和滅弧後觸頭間隙的絕緣介質都是高真空而得名；其具有體積小、重量輕、適用於頻繁操作、滅弧不用檢修的優點，在配電網中應用較為普及。
真空斷路器是3～10kV，50Hz三相交流系統中的戶內配電裝置，可供工礦企業、發電廠、變電站中作為電器設備的保護和控制之用，特別適用於要求無油化、少檢修及頻繁操作的使用場所，斷路器可配置在中置櫃、雙層櫃、固定櫃中作為控制和保護高壓電氣設備用。

## 少油量型斷路器
少油量型斷路器由於可耐受啟斷次數較少，相對所需維修頻度較高，目前皆已停產。

## 空氣斷路器
利用預先貯存的壓縮空氣來當消除電弧介質。壓縮空氣不僅作為消除電弧和絕緣介質，而且還作為傳動的動力。
由於新鮮的壓縮空氣流除了可以帶走弧隙中熱量，降低弧隙溫度，還能直接帶走弧隙中的游離帶電質點，補充新鮮氣體介質，使去游離大大加強，弧隙介質強度迅速恢復，所以，空氣斷路器斷流容量大，滅弧時間短，而且快速自動重合閘時斷流容量不降低。
但是空氣斷路器也有金屬消耗量大，需要裝設壓縮空氣系統等輔助設備和價格較貴等缺點。通常用於110kV及以上的大容量電力系統中。
目前生產的空氣斷路器多採用常充氣式，即無論在合閘或分閘狀態，消弧室內部都充滿壓縮空氣，保證了接觸頭間必要的絕緣強度。這種型式結構簡單，空氣壓力利用好，氣耗量少。 

### 熱動式
熱跳脫式一般是運用雙金屬片的原理。內有兩片金屬銅片，當電流超過額定值時，兩片金屬片會因受熱而彎曲，進而跳脫接點而斷路已達到保護的目的。

### 熱動電磁式
使用雙金屬片遇熱彎曲的特性，做過載保護，原理同熱動式；另以電磁場吸持的方式做短路保護，如圖當線路短路時，因線路瞬時產生大電流，磁場大可迅速吸引可動鐵心，以觸動跳脫元件，將負載電流切斷，達到短路保護的目的。

### 完全電磁式
是以電生磁動的方式同時做過載及短路保護。在過載時，電流線圈產生的磁場尚不足以吸持可動鐵片。但卻能夠克服油管內的彈簧及油的阻尼作用，緩慢吸引油管內的可動鐵心，使可動鐵心漸漸往電流線圈的中心移動，造成磁路磁阻減少，磁場逐漸加強，直至有足夠磁力吸引可動鐵片，觸動跳脫元件，啟斷負載電流。至於短路時，因短路電流極大，線圈磁場大。因此不用等油管內的可動鐵心移入中心位置，即具有足夠的磁力直接吸引可動鐵片，觸動跳脫元件，啟斷負載電流。

## 氣體斷路器
氣體斷路器是以六氟化硫（SF6）為絕緣介質。由於氣體斷路器比油斷路器體積小，因此成為當代特高壓輸電系統主要使用之斷路器型式。

## 高壓電斷路器

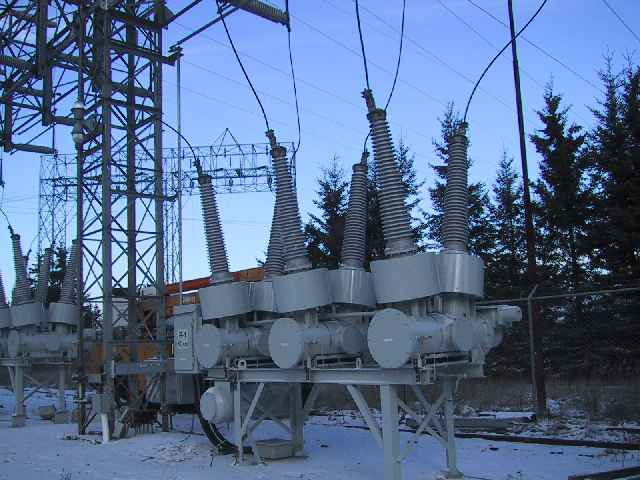
115kV六氟化硫(SF_{6})三相斷路器，額定值為1200A

## 相關規格
- 額定電壓：如AC 345kV、161kV、69kV

以下四種選用斷路器的數據在每個斷路器上都會標示在其斷路器上，若是有標示不全者，那此斷路器就為不合法規所規定。
- 極數：以P表示，如三極為3P或TP（triple pole）

單相：SP, SPN, DP
三相：TP, TPN, FP
- 額定電流（Amps trip，以AT表示）：又稱跳脫電流，表示使用中的電流超過額定電流，並持續一段時間後會自動斷開。(持續時間請參考斷路器的特性曲線)
- 框架容量（Amps frame，以AF表示）：表示此開關可承受的額定電流，且框架容量(AF)一定大於等於額定電流(AT)。
- 啟斷容量（Interrupting capacity，以IC表示）：單位kA，表示當發生故障電流，能夠斷開斷路器的容量。

　　　啟斷容量又細分為額定極限啟斷容量Icu (Rated short-circuit breaking capacity)及額定使用啟斷容量Ics(Rated service short-circuit breaking capacity)

　　　額定極限啟斷容量Icu：單位kA，表示當發生故障電流，可成功斷開且不損壞斷路器的最大故障電流。

　　　額定使用啟斷容量Ics： 正常故障電流會小於Icu，但希望能在良好的情況下就斷開，確保斷路器不損壞而創造的特性。通常用Icu的百分率表示(例如Ics=50%Icu or Ics/Icu=50% )

## 外部連結
- How Circuit Breakers Work （页面存档备份，存于）.
- L. W. Brittian： Electrical Circuit Breakers[]
- hyperphysics.phy-astr.gsu.edu/hbase/electric/bregnd.
- coordination between circuit breakers[]
- Electrical Installation  （页面存档备份，存于）